# Центр «Чотири пори року»
Центр виконавського мистецтва «Чотири пори року» (англ. Four Seasons Centre for the Performing Arts) — оперний театр у Торонто (провінція Онтаріо, Канада). Це будинок Канадської оперної компанії (КОК) та Національного балету Канади відкритий у 2006 році.

## Будівля центру

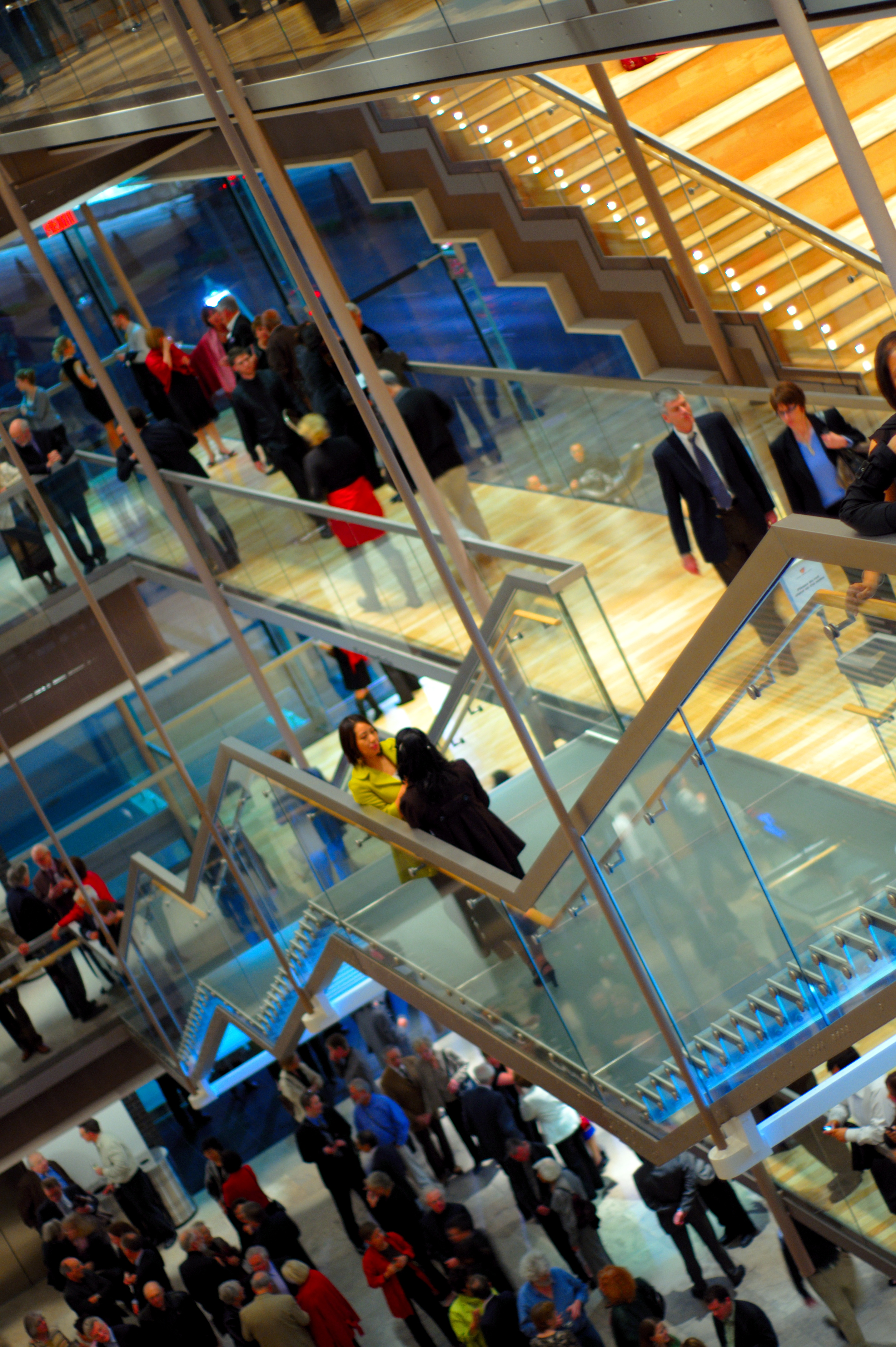
Скляні сходи

Центр виконавського мистецтва «Чотири пори року» розміщений на південно-східному куті Університетського проспекту та Західної частини королівської вулиці Торонто. Земля, на якій він знаходиться, була подарована урядом провінції Онтаріо. Модерна архітектура будинку була створена канадською компанією Diamond та Schmitt Architects.
Глядацька зала центру має 2071 місце (923 в партері, інші на вищих ярусах). Його інтер'єр нагадує європейські оперні театри (підковоподібна форма чотирьох рядів балконів, опукла стеля) з сучасними засобами звукоізоляції, що створюють досконалий акустичний ефект. Оркестрова яма вміщує до 110 музикантів.

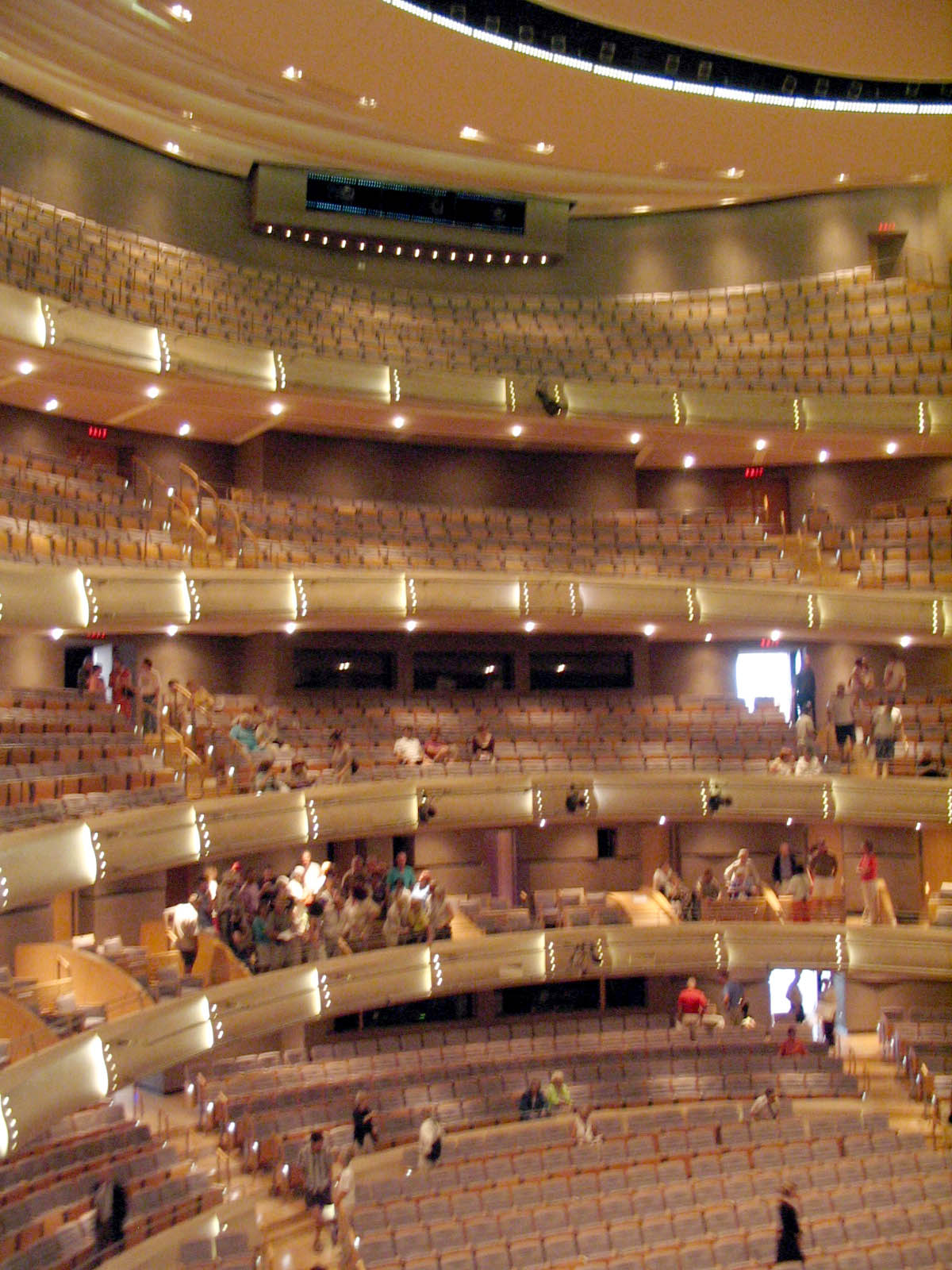
Глядацька зала центру

Для камерних концертів і лекцій є малий зал на 100 глядацьких місць.

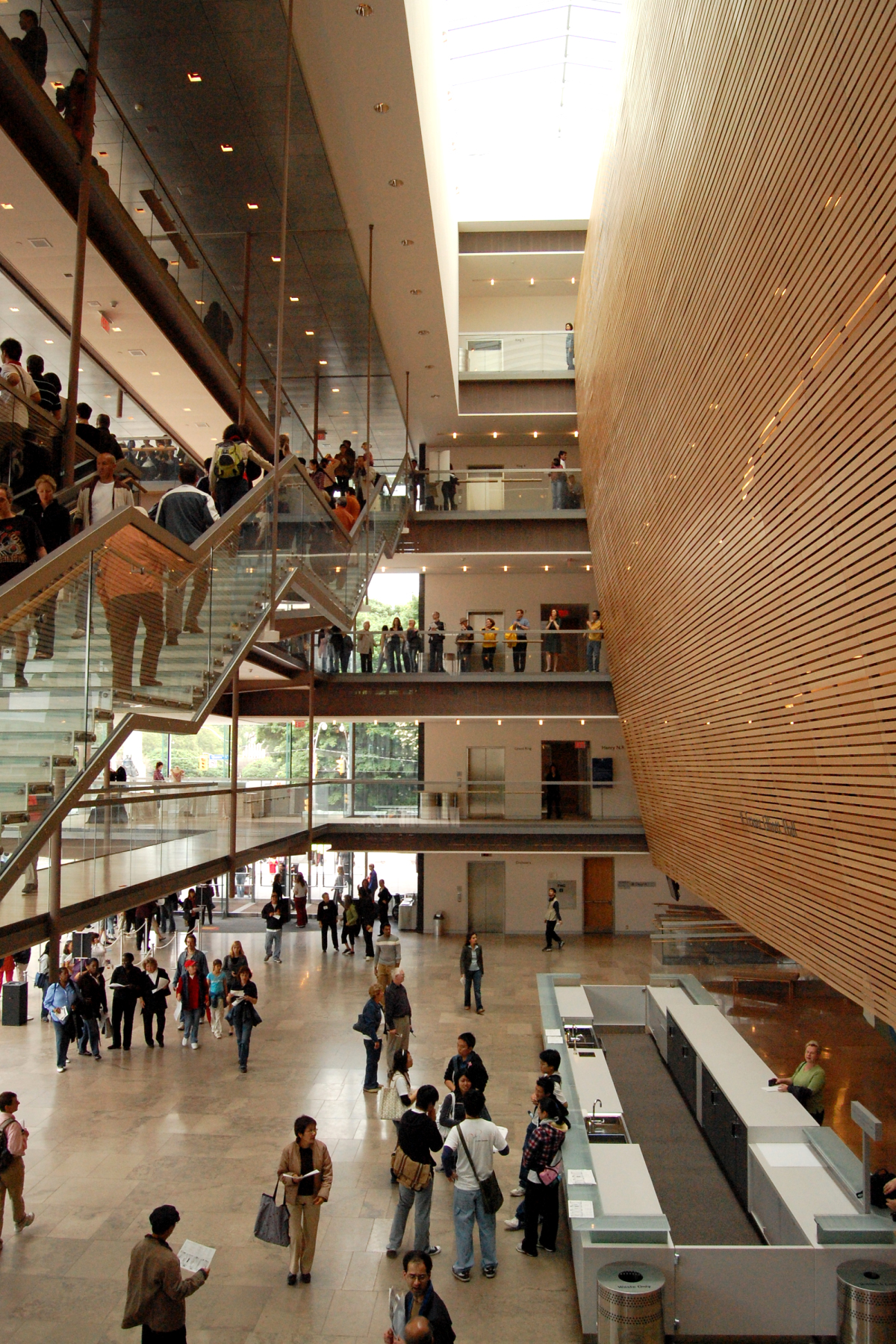
Фоє

У центрі також є дві великі кімнати для репетицій, феноменальний амфітеатр у фоє з видом на місто. Чудова акустика залу забезпечує чіткість та силу звуку зі сцени, який ізольований від шуму метрополітену та вуличної вібрації автомашин. Для цього зал з подвійним шаром бетону закріплений за допомогою 500 гумових подушок.